# Danielle van Mal-Maeder
Danielle Karin van Mal-Maeder (* 1963) ist eine niederländische Klassische Philologin.

## Leben
Von 1982 bis 1989 studierte sie in Lausanne Griechisch, Latein und Französisch. Nach der Verteidigung am 26. März 1998 der Dissertation an der Universität Groningen cum laude (Dissertationsleiter: Heinz Hofmann, Co-Direktor: Philippe Mudry) lehrt sie seit 2004 auf dem Lehrstuhl für Latinistik an der Université de Lausanne.
Ihre Forschungsschwerpunkte sind antike Literatur (insbesondere Apuleius), Philologie, Poetik, Rhetorik, Erzählung, Diskursanalyse, römische, griechische und lateinische Antike und lateinische Deklamationen.

## Schriften (Auswahl)
- Apulée les métamorphoses. Livre II, 1–20. Introduction, texte, traduction et commentaire. Groningen 1998, ISBN 90-367-0883-4.
- als Herausgeberin: Le Cheval de Troie. Variations autour d’une guerre. Gollion 2007, ISBN 978-2-88474-022-7.
- La fiction des déclamations. Leiden 2007, ISBN 978-90-04-15672-2.
- als Herausgeberin mit Alexandre Burnier und Loreto Nuñez: Jeux de voix. Enonciation, intertextualité et intentionnalité dans la littérature antique. Bern 2009, ISBN 978-3-03911-766-6.